# Pod Rozsutcom

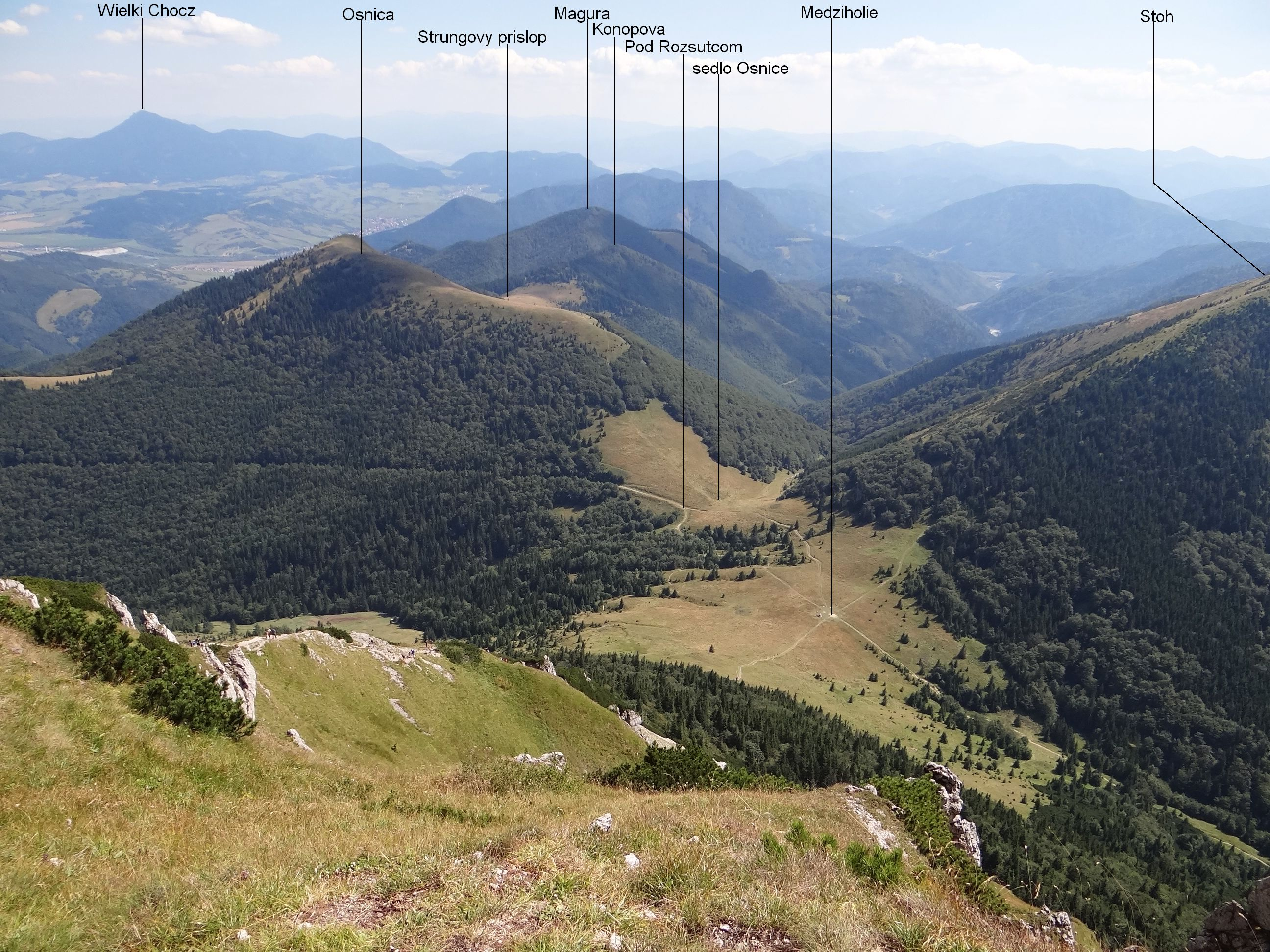
Widok z Wielkiego Rozsutca

Pod Rozsutcom – położone na wysokości około 1050 m miejsce na zboczach Wielkiego Rozsutca w Małej Fatrze na Słowacji. Znajduje się tuż powyżej przełęczy sedlo Osnice i nieco poniżej przełęczy Medziholie.
Znajduje się na terenie bezleśnym, trawiastym, dawniej były tutaj bowiem duże hale pasterskie. Obecnie miejsce to stopniowo zarasta lasem. W pobliżu znajdują się źródełka potoku Biela (dopływ Zázrivki). W 1935 wybudowano tutaj schronisko pod Rozsutcem. W 1944 spalili je Niemcy, gdyż przebywali w nim partyzanci i uciekinierzy z obozów. Odbudowano je w 1947, jednak w 1985 znów spaliło się. Do dziś pozostały jedynie ślady fundamentów. Obecnie jest tutaj węzeł szlaków turystycznych.

## Szlaki turystyczne
Pod Rozsutcom – Biela (1.15 h)
  Pod Rozsutcom – sedlo Osnice – Dolina Bystrička – Kraľovany (2.1o h)
  Pod Rozsutcom – Príslop nad Bielou – Zázrivá (2.15 h)
  Pod Rozsutcom – Medziholie (5 min.)
  Pod Rozsutcom – Medzirozsutce (1h)